# Estratègia de reducció de residus

Gestió de residus, amb els elements que intervenen en les 3 R (reduir, reutilitzar, reciclar).

L'estratègia de reducció de residus és un concepte que ha aparegut en la literatura mediambiental i, en legislació mediambiental d'alguns estats membres de la Unió Europea, però abans de la Directiva marc sobre residus de 2008 no formava part de la legislació europea. La Directiva marc sobre residus de 1975 no tenia cap referència a una jerarquia de residus.
En les primeres propostes legislatives de 2006, la Comissió Europea va proposar una jerarquia de 3 passos composta per:
1. Prevenció i reciclatge,
2. Reciclatge i recuperació (amb la incineració)
3. Eliminació.

Això va ser molt criticat perquè s'estava posant el reciclatge al mateix grau de la incineració, que era coherent amb la posició pro-incineració tradicional de la Comissió Europea. La pressió de les ONG i els Estats membres va aconseguir convertir la jerarquia de tres passos no vinculants inicials en una jerarquia quasi vinculant de cinc passos.

## Llei de les 3 R
La llei de les 3 R o 3R va ser una proposta que va popularitzar l'organització ecologista Greenpeace, i que propugna la reducció, la reutilització i el reciclatge dels productes que es consumeixen. Aquesta estratègia segueix un ordre de prioritats:
1. Reduir sempre que sigui possible.
2. Reutilitzar com a segona opció.
3. Reciclar com a última.